# Route nationale 268 (Belgique)
Pour les articles homonymes, voir Route nationale 268 (homonymie).
La route nationale 268 est une route nationale de Belgique de 7,2 kilomètres qui relie Wavre à Bossut-Gottechain via Gastuche.

## Communes sur le parcours
- Région wallonne
  -  Province du Brabant wallon
    - Wavre
    - Gastuche
    - Bossut-Gottechain